# Dan Tel Awiw Hotel
Dan Tel Awiw Hotel (hebr. מלון דן תל אביב) – pięciogwiazdkowy hotel (*****) w Tel Awiwie, w Izraelu. Należy do sieci hoteli Dan Hotels

## Położenie
Hotel jest usytuowany przy Placu Londynu i nadmorskiej ulicy HaYarkon w osiedlu Cafon Jaszan w Tel Awiwie. Rozciąga się stąd widok na Morze Śródziemne.

## Historia
Hotel został wybudowany w latach 30. XX wieku, jako pierwszy hotel położony na plaży w Tel Awiwie. Przez pewien czas służył jako siedziba Hagany, w której odbywały się spotkania dowództwa tej paramilitarnej organizacji żydowskiej.
W 1947 bracia Jekutiel zatrudnili Samuela Federmana, który zreorganizował hotel. W 1950 został on przejęty przez sieć hoteli Dan Hotels. Po gruntownym remoncie hotel został otworzony w 1953. W 1964 dobudowano nowe skrzydło hotelu.
W 1986 hotel otrzymał kolorową fasadę, w barwach tęczy. Jej projektantem i autorem był artysta Jaakov Agam. W 1994 od strony południowej dobudowano wieżowiec King David Crown (wysokość 82 metrów). W 2000 hotel przeszedł gruntowną renowację.

## Pokoje i apartamenty
Hotel dysponuje 331 pokojami hotelowymi i apartamentami. Każdy pokój wyposażony jest w klimatyzację, biurko, minibarek, sejf, automatyczną sekretarkę, dostęp do bezprzewodowego Internetu, telefon obsługujący kilka linii, telewizję kablową, łazienkę do użytku prywatnego, telefon w łazience, otwierane okna z roletami światłoszczelnymi, osobny salon i własny balkon. Wszystkie pokoje posiadają klucze elektroniczne/magnetyczne.
Hotel świadczy dodatkowe usługi w zakresie: bezpłatnych śniadań, czyszczenia butów, ochrony, personelu wielojęzycznego, opieki nad dziećmi, organizowaniu imprez okolicznościowych i wesel, pomocy medycznej, pomocy w organizowaniu wycieczek, pralni, sejfu w recepcji, usług spa (sauna, masaże, zabiegi, siłownia, fitness), wypożyczania telefonów komórkowych i transportu z lotniska. Dla ułatwienia komunikacji w budynku jest winda.

## Inne udogodnienia
Znajduje się tutaj sala konferencyjna z zapleczem do obsługi zorganizowanych grup. Dodatkowo można korzystać z basenu kąpielowego położonego na zewnątrz budynku. W hotelu jest kryty parking, kantor, restauracja, kawiarnia, sala bankietowa, sklep z pamiątkami, kiosk oraz pralnia chemiczna. Z zajęć sportowych hotel umożliwia dostęp do aerobiku, strzelnicy golfowej, minigolfa, pływania, tenisa, wędkarstwa i żeglarstwa.